# Cam’ron

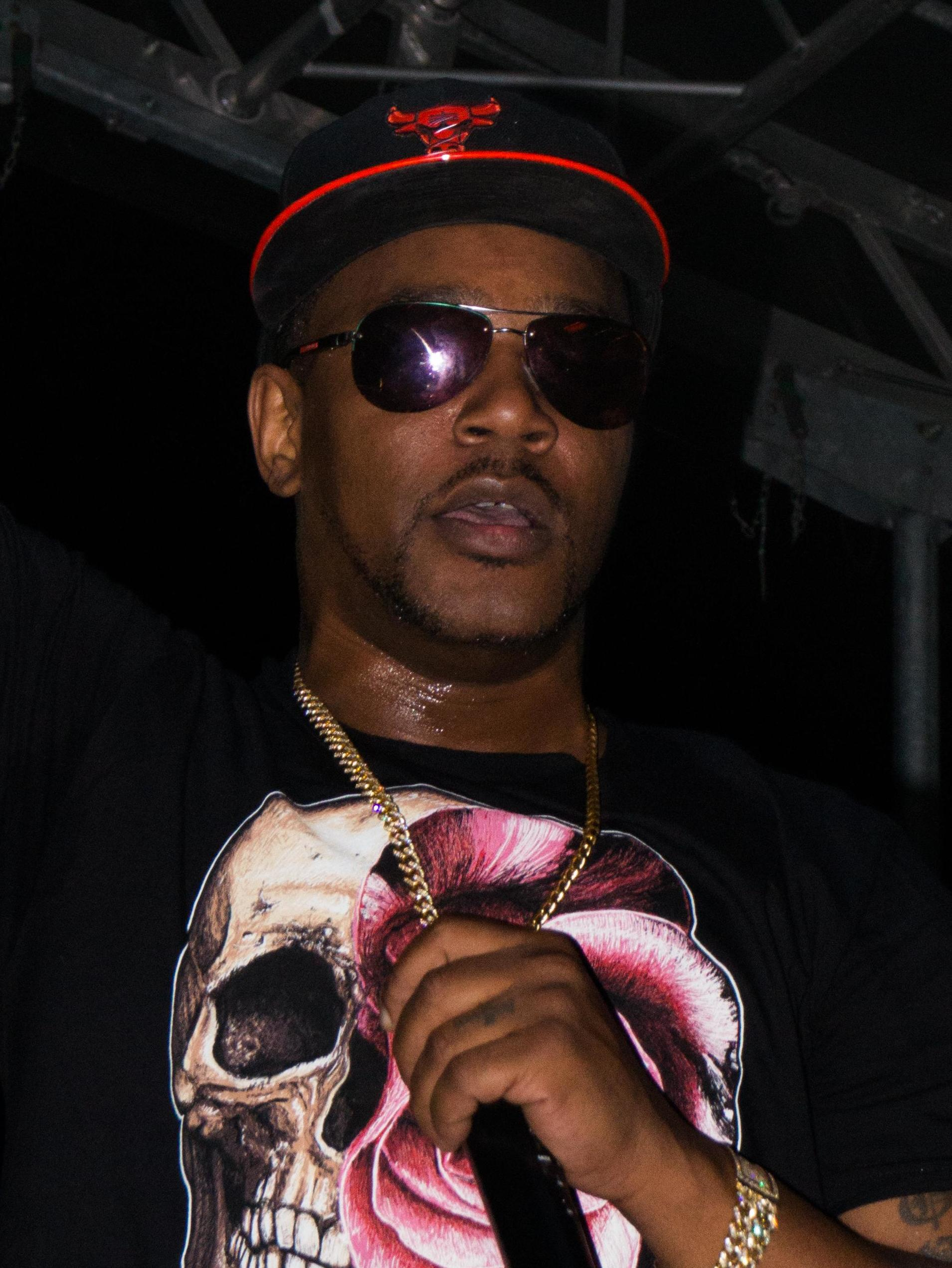
Cam’ron (2014)

Cam’ron (* 4. Februar 1976 in New York City; bürgerlich Cameron Ezike Giles), auch Killa Cam, ist ein US-amerikanischer Rapper.

## Biografie
Giles wuchs in Harlem in New York City auf. In Harlem gründete er mit den Rappern Ma$e (damals Murder Mase), Big L und Bloodshed, der Cousin von Cam’ron, die Gruppe Children of the Corn. Sie trennte sich aber nach kurzer Zeit, nachdem Bloodshed bei einem Autounfall starb.
Über Mase lernte Giles jedoch The Notorious B.I.G. kennen, der ihn seinem Geschäftspartner Lance „Un“ Riviera vorstellte. Dieser gab Giles einen Plattenvertrag bei seinem Label Untertainment, dessen Veröffentlichungen von Epic Records vertrieben wurden. Unter dem Namen Cam’ron erschienen ab Mai 1998 einige Singles, von denen Horse & Carriage featuring Mase die erfolgreichste war. Später im selben Jahr wurde Cam’rons Debütalbum Confessions of Fire veröffentlicht, das von der RIAA mit einer goldenen Schallplatte ausgezeichnet wurde. Im Jahr 2000 folgte sein zweiter Langspieler, S.D.E., wobei die Abkürzung für „Sports, Drugs and Entertainment“, also für „Sport, Drogen und Unterhaltung“ steht.
Anschließend wechselte Cam’ron zu Jay-Zs Roc-a-Fella Records und veröffentlichte dort sein erfolgreichstes Album Come Home with Me, das von der RIAA Platin erhielt. Im Zuge dieses Erfolgs etablierte sich auch sein Kollektiv The Diplomats in der Hip-Hop-Szene, um das Mitte der 2000er ein Hype entstand und das mit eigenen Kleidungs- und Rapstilen einige Trends setzte, wovon kommerziell vor allem Jim Jones und Juelz Santana profitierten.
Nach der Veröffentlichung von Cam’rons viertem Studioalbum Purple Haze kam es zu Meinungsverschiedenheiten mit Jay-Z und Cam’ron verließ Roc-a-Fella. Für Aufsehen sorgte dann 2006 zum einen ein Vorfall, bei dem Cam’ron bei einem auf ihn verübten Carjacking-Versuch angeschossen wurde, es jedoch noch schaffte mit einer Schusswunde im Arm selbst zum Krankenhaus zu fahren und zum anderen der Diss You Gotta Love It, der sich an Jay-Z richtete. Obwohl letzterer in Internetforen und auf Mixtapes große Resonanz hervorrief, konnte das zugehörige Album Killa Season – das von einem gleichnamigen Direct-to-DVD-Film begleitet wurde – sich zwar noch auf Rang 2 der Billboard 200 positionieren, jedoch nicht die Verkaufszahlen der Vorgänger erreichen.
Diese Entwicklung setzte sich mit dem 2009 erschienenen Werk Crime Pays fort und anschließend brachte Cam’ron nur noch 2010 und 2011 die zwei Kollaboalben Heat in Here, Vol. 1 und Gunz n’ Butta mit Vado heraus.

## Diskografie

### Studioalben
| Jahr | Titel               | Höchstplatzierung, Gesamtwochen, AuszeichnungChartplatzierungen (Jahr, Titel, Platzierungen, Wochen, Auszeichnungen, Anmerkungen) | Höchstplatzierung, Gesamtwochen, AuszeichnungChartplatzierungen (Jahr, Titel, Platzierungen, Wochen, Auszeichnungen, Anmerkungen) | Anmerkungen                                                |
| Jahr | Titel               | UK | US | Anmerkungen                                                |
| ---- | ------------------- | --- | --- | ---------------------------------------------------------- |
| 1998 | Confessions of Fire | UK95 (1 Wo.)UK | US6 Gold · (10 Wo.)US | Erstveröffentlichung: 21. Juli 1998 Verkäufe: + 500.000    |
| 2000 | S.D.E.              | — | US14 (9 Wo.)US | Erstveröffentlichung: 19. September 2000                   |
| 2002 | Come Home with Me   | UK87 Silber · (3 Wo.)UK | US2 Platin · (28 Wo.)US | Erstveröffentlichung: 14. Mai 2002 Verkäufe: + 1.060.000   |
| 2004 | Purple Haze         | — | US20 Gold · (14 Wo.)US | Erstveröffentlichung: 7. Dezember 2004 Verkäufe: + 500.000 |
| 2006 | Killa Season        | — | US2 (10 Wo.)US | Erstveröffentlichung: 16. Mai 2006                         |
| 2009 | Crime Pays          | — | US3 (8 Wo.)US | Erstveröffentlichung: 12. Mai 2009                         |
| 2019 | Purple Haze 2       | — | US180 (1 Wo.)US | Erstveröffentlichung: 20. Dezember 2019                    |

### Kollaboalben
| Jahr | Titel               | Höchstplatzierung, Gesamtwochen, AuszeichnungChartsChartplatzierungen (Jahr, Titel, Platzierungen, Wochen, Auszeichnungen, Anmerkungen) | Anmerkungen                                   |
| Jahr | Titel               | US | Anmerkungen                                   |
| ---- | ------------------- | --- | --------------------------------------------- |
| 2010 | Heat in Here Vol. 1 | US146 (1 Wo.)US | Erstveröffentlichung: 25. Mai 2010 mit Vado   |
| 2011 | Gunz n’ Butta       | US78 (2 Wo.)US | Erstveröffentlichung: 19. April 2011 mit Vado |

### EPs und Mixtapes
- 2004: The Purple Mixtape of Rocafella’s Rap
- 2004: Purple Haze Mixtape
- 2007: 50 Killa Season
- 2007: Public Enemy #1
- 2009: Boss of All Bosses (mit DJ Drama & Vado)
- 2010: Boss of All Bosses 2 (mit DJ Drama & Vado)
- 2010: Boss of All Bosses 2.5 (mit DJ Drama & Vado)
- 2011: Boss of All Bosses 3 (mit DJ Drama & Vado)
- 2012: UNLostFiles (mit Vado)
- 2012: UNLostFiles 2 (mit Vado)
- 2013: Ghetto Heaven, Vol. 1
- 2014: 1st of the Month, Vol. 1
- 2014: 1st of the Month, Vol. 2
- 2014: 1st of the Month, Vol. 3
- 2014: 1st of the Month, Vol. 4
- 2014: 1st of the Month, Vol. 5
- 2014: 1st of the Month, Vol. 6
- 2015: Berner & Cam’Ron "Contraband"

### Singles als Leadmusiker
| Jahr | Titel Album                          | Höchstplatzierung, Gesamtwochen, AuszeichnungChartplatzierungen (Jahr, Titel, Album, Platzierungen, Wochen, Auszeichnungen, Anmerkungen) | Höchstplatzierung, Gesamtwochen, AuszeichnungChartplatzierungen (Jahr, Titel, Album, Platzierungen, Wochen, Auszeichnungen, Anmerkungen) | Höchstplatzierung, Gesamtwochen, AuszeichnungChartplatzierungen (Jahr, Titel, Album, Platzierungen, Wochen, Auszeichnungen, Anmerkungen) | Höchstplatzierung, Gesamtwochen, AuszeichnungChartplatzierungen (Jahr, Titel, Album, Platzierungen, Wochen, Auszeichnungen, Anmerkungen) | Anmerkungen                                                                |
| Jahr | Titel Album                          | DE | CH | UK | US | Anmerkungen                                                                |
| ---- | ------------------------------------ | --- | --- | --- | --- | -------------------------------------------------------------------------- |
| 1998 | Horse & Carriage Confessions of Fire | — | — | UK12 (4 Wo.)UK | US41 (17 Wo.)US | Erstveröffentlichung: 13. April 1998 feat. Mase                            |
| 1999 | Let Me Know S.D.E.                   | — | — | — | US99 (2 Wo.)US | Erstveröffentlichung: Juni 1999                                            |
| 2000 | What Means the World to You S.D.E.   | — | — | — | US83 (10 Wo.)US | Erstveröffentlichung: November 2000                                        |
| 2002 | Oh Boy Come Home with Me             | DE70 (4 Wo.)DE | — | UK13 Silber · (9 Wo.)UK | US4 (21 Wo.)US | Erstveröffentlichung: 2. April 2002 feat. Juelz Santana                    |
| 2002 | Hey Ma Come Home with Me             | DE58 (7 Wo.)DE | CH81 (1 Wo.)CH | UK8 Gold · (10 Wo.)UK | US3 Platin · (21 Wo.)US | Erstveröffentlichung: 6. August 2002 feat. Juelz Santana                   |
| 2004 | Girls Purple Haze                    | — | — | UK25 (3 Wo.)UK | — | Erstveröffentlichung: 2004 feat. Mona Lisa                                 |
| 2005 | Down and Out Purple Haze             | — | — | — | US94 (1 Wo.)US | Erstveröffentlichung: 11. Januar 2005 feat. Kanye West und Syleena Johnson |

### Singles als Gastmusiker
| Jahr | Titel Album                    | Höchstplatzierung, Gesamtwochen, AuszeichnungChartplatzierungen (Jahr, Titel, Album, Platzierungen, Wochen, Auszeichnungen, Anmerkungen) | Höchstplatzierung, Gesamtwochen, AuszeichnungChartplatzierungen (Jahr, Titel, Album, Platzierungen, Wochen, Auszeichnungen, Anmerkungen) | Höchstplatzierung, Gesamtwochen, AuszeichnungChartplatzierungen (Jahr, Titel, Album, Platzierungen, Wochen, Auszeichnungen, Anmerkungen) | Höchstplatzierung, Gesamtwochen, AuszeichnungChartplatzierungen (Jahr, Titel, Album, Platzierungen, Wochen, Auszeichnungen, Anmerkungen) | Anmerkungen                                                            |
| Jahr | Titel Album                    | DE | CH | UK | US | Anmerkungen                                                            |
| --- | ------------------------------ | --- | --- | --- | --- | ---------------------------------------------------------------------- |
| 2003 | Boy (I Need You) Charmbracelet | DE73 (3 Wo.)DE | CH78 (7 Wo.)CH | UK17 (7 Wo.)UK | — | Erstveröffentlichung: 24. März 2003 feat. Mariah Carey                 |
| 2005 | Gone Late Registration         | — | — | — | US18 (1 Wo.)US | Erstveröffentlichung: 30. August 2005 feat. Kanye West und Consequence |
| Folgende Lieder erschienen nicht als Single, wurden aber durch das Album zum Download und Streaming bereitgestellt und konnten somit eine Platzierung erlangen: |                                | | | | |                                                                        |
| |                                | | | | |                                                                        |
| 2024 | Ready ’24 Might Delete Later   | — | — | — | US38 (1 Wo.)US | Charteinstieg: 20. April 2024 J. Cole feat. Cam’ron                    |

## Auszeichnungen für Musikverkäufe
| Platin-Schallplatte - Neuseeland - 2022: für die Single Hey Ma |

Anmerkung: Auszeichnungen in Ländern aus den Charttabellen bzw. Chartboxen sind in ebendiesen zu finden.
| Land/RegionAuszeichnungen für Musikverkäufe (Land/Region, Auszeichnungen, Verkäufe, Quellen) | Silber     | Gold     | Platin     | Verkäufe  | Quellen          |
| -------------------------------------------------------------------------------------------- | ---------- | -------- | ---------- | --------- | ---------------- |
| Neuseeland (RMNZ)                                                                            | —          | —        | Platin1    | 30.000    | radioscope.co.nz |
| Vereinigte Staaten (RIAA)                                                                    | —          | 2× Gold2 | 2× Platin2 | 3.000.000 | riaa.com         |
| Vereinigtes Königreich (BPI)                                                                 | 2× Silber2 | Gold1    | —          | 660.000   | bpi.co.uk        |
| Insgesamt                                                                                    | 2× Silber2 | 3× Gold3 | 3× Platin3 |           |                  |

## Filme
- 2002: Die Straßen Harlems (Paid in Full)
- 2005: State Property 2 (Nebenrolle)
- 2006: Killa Season
- 2013: Percentage